# Nocardiaceae
Nocardiaceae (лат.) — семейство актинобактерий из порядка Mycobacteriales. Аэробы, неподвижны. Широко распространены в почве и водоёмах. Представители рода нокардий (Nocardia) — возбудители нокардиоза. Некоторые виды рода Rhodococcus найдены в кишечнике насекомых.

## Классификация
На сентябрь 2020 года в семейство включают 7 родов:
- Aldersonia Nouioui et al. 2018
- Hoyosella Jurado et al. 2009
- Millisia Soddell et al. 2006
- Nocardia Trevisan 1889 — Нокардии[3]
- Skermania Chun et al. 1997
- Smaragdicoccus Adachi et al. 2007
- Tomitella Katayama et al. 2010

Название рода Rhodococcus Zopf 1891 является синонимом рода водорослей Rhodococcus Hansgirg, 1884, сам же род на сентябрь 2020 года (по данным LPSN) не включает корректно названных видов и должен быть заменён.

## Геномика
В рамках геномики семейство Nocardiaceae представляет собой монофилетическую кладу внутри Corynebacteriales, что подтверждается как анализом 16S рРНК, так и филогенетическими деревьями, основанными на белках. Были выявлены уникальные консервативные сигнатурные инделы и белки, характерные исключительно для родов Nocardia и Rhodococcus, что свидетельствует о тесной эволюционной связи между этими таксонами. В последнее время предлагается расширить семейство Nocardiaceae, включив в него роды Gordonia, Skermania, Williamsia, Millisia и Smaragdicoccus, основываясь на сигнатурных нуклеотидах 16S рРНК и хемотаксономических маркерах. Тем не менее, отсутствуют общие консервативные сигнатурные инделы или белки, которые бы объединяли Nocardia, Rhodococcus и Gordonia, несмотря на полное секвенирование всех представителей предложенного расширенного семейства Nocardiaceae.